# 管理类联考综合能力
管理类综合能力考试是中国大陆（部分）高等院校和科研院所为招收管理类专业硕士研究生（比如MBA）而设定的全国性联考科目，其科目编号为199。与之对应的是经济类联考综合能力考试，科目编号为396。

## 考查目标
主要考察三个方面的能力：
- 具有运用数学基础知识、基本方法分析和解决问题的能力。
- 具有较强的分析、推理、论证等逻辑思维能力。
- 具有较强的文字材料理解能力、分析能力以及书面表达能力。

## 考试形式
考试时间180分钟，满分200分，具体为：
- 数学基础（75分）
- 逻辑推理（60分）
- 写作（65分）

## 所适用的专业
主要适用于MBA、MPA、MPAcc、旅游管理、图书情报、工程管理、审计等管理类专业硕士。